# Boissy-Fresnoy
Boissy-Fresnoy è un comune francese di 911 abitanti situato nel dipartimento dell'Oise della regione dell'Alta Francia.

## Società

### Evoluzione demografica
Abitanti censiti